# سجادیه (عباس‌آباد)
سجادیه، روستایی از توابع بخش مرکزی شهرستان عباس آباد در استان مازندران ایران است.

## جمعیت
این روستا در دهستان لنگارود قرار دارد و براساس سرشماری مرکز آمار ایران در سال ۱۳۸۵، جمعیت آن ۸۶۷ نفر (۲۴۸خانوار) بوده‌است. مردم سجادیه از قومیت طبری هستند مردم سجادیه به زبان طبری (مازندرانی) سخن می‌گویند.